# Things Will Change
Things Will Change – альбом ремиксов на песни с Enemies & Immigrants  группы Modwheelmood, был выпущен в 2007 году только в цифровом виде. Доходы от продажи альбома передаются лос-анджелесской благотворительной организации Create Now.

## Список композиций
1. Yesterday (TRS-80 Dark Circles Mix) - 3:53
2. Going Nowhere (Home Video Remix) - 6:32
3. Delay Lama (Mellowdrone Remix) - 3:46
4. Things Will Change (Remodeled by Alva Noto) - 8:15
5. Things Will Change (Brightest Feather Remix) - 3:58
6. As I Stand Here (Thavius Beck Remix) - 3:10
7. Money for Good (Ulysses Dub) - 5:50
8. Delay Lama (Nalepa Remix) - 6:01
9. Things Will Change (Kangding Ray Remix)	 - 4:08
10. Going Nowhere (Aaron Spectre Remix) - 5:18
11. Delay Lama (Paul & Price Remix) - 4:15
12. As I Stand Here (Cyrus Rex & Anon Remix) - 4:43
13. Going Nowhere (Christopher Willits Remix) - 3:10
14. Yesterday (Roger O'Donnell Remix) - 7:24

## Сайты
- Официальный сайт Create Now
- MySpace
- modwheelmood.com